# Бандурівська волость
Бандурівська волость — історична адміністративно-територіальна одиниця Олександрійського повіту Херсонської губернії із центром у селі Бандурівка.
Станом на 1886 рік складалася з 9 поселень, 9 сільських громад. Населення — 2006 осіб (1020 чоловічої статі та 986 — жіночої), 369 дворове господарство.
|                     | Площа, десятин | У тому числі орної, дес. |
| ------------------- | -------------- | ------------------------ |
| Сільських громад    | 1898           | 1712                     |
| Приватної власності | 8167           | 2115                     |
| Казенної власності  | —              | —                        |
| Іншої власності     | 150            | 57                       |
| Загалом             | 10215          | 3884                     |

Найбільші поселення волості:
- Бандурівка (Новопавлівка) — село при річці Інгулець за 16 версти від повітового міста, 619 осіб, 123 двори, православна церква. За 10 верст — залізнична станція. За 12 верст — поштова станція.
- Ясиноватка — село при річці Інгулець, 600 осіб, 103 двори, православна церква.

За даними 1896 року у волості налічувалось 22 поселень, 1502 дворових господарства, населення становило 9869 осіб.